# Nicole Brändli
Nicole Brändli (Lucerna, 18 de juny de 1979) va ser una ciclista suïssa professional de 1999 a 2009. Va guanyar tres medalles als Campionats del món i tres Giro d'Itàlia.

## Palmarès
- 2000
  -  Campiona de Suïssa en contrarellotge
- 2001
  -  Campiona d'Europa sub-23 en Contrarellotge
  -  Campiona de Suïssa en ruta
  - 1a al Giro d'Itàlia i vencedora de 2 etapes
  - 1a al Giro de Toscana-Memorial Michela Fanini i vencedora de 2 etapes
  - 1a al Trofeu Alfredo Binda
- 2002
  -  Campiona de Suïssa en ruta
  - 1a a la Volta a Castella i Lleó i vencedora d'una etapa
  - Vencedora d'una etapa al Giro del Trentino
  - Vencedora d'una etapa al Gran Bucle
- 2003
  -  Campiona de Suïssa en ruta
  - 1a al Giro d'Itàlia i vencedora d'una etapa
  - 1a a la Gracia Orlová
- 2004
  - 1a a la Gracia Orlová
  - 1a al Gran Premi Carnevale d'Europa
  - 1a al Giro del Friül
- 2005
  - 1a al Giro d'Itàlia i vencedora de 3 etapes
  - 1a a l'Albstadt-Frauen-Etappenrennen i vencedora d'una etapa
- 2006
  - 1a al Gran Premi de Plouay
  - Vencedora d'una etapa al Giro d'Itàlia
  - Vencedora d'una etapa al Giro de Toscana-Memorial Michela Fanini
- 2007
  - Vencedora d'una etapa al Giro d'Itàlia
  - Vencedora d'una etapa al Trofeu d'Or
- 2008
  - 1a al Gran Premi de Brissago